# Povoação Velha
Povoação Velha é uma aldeia situada no sudoeste da Ilha da Boa Vista, em Cabo Verde. Ergue-se no sopé de uma montanha conhecida como Rocha Estância, mais concretamente na sua base ocidental.
Constitui a mais antiga povoação da Ilha da Boa Vista, datando de fins do século XVI, altura em que albergava a maior parte dos 1500 habitantes que a ilha possuía então.
Foi capital da ilha até 1810, ano em que Rabil passou a assumir esse papel, até ser outorgado a Sal Rei, pouco tempo depois, em consequência da indústria de exploração de sal que aí se viria a instalar. A escassa atividade que Povoação Velha tem apresentado desde então fazem dela um local geralmente pacato na atualidade.

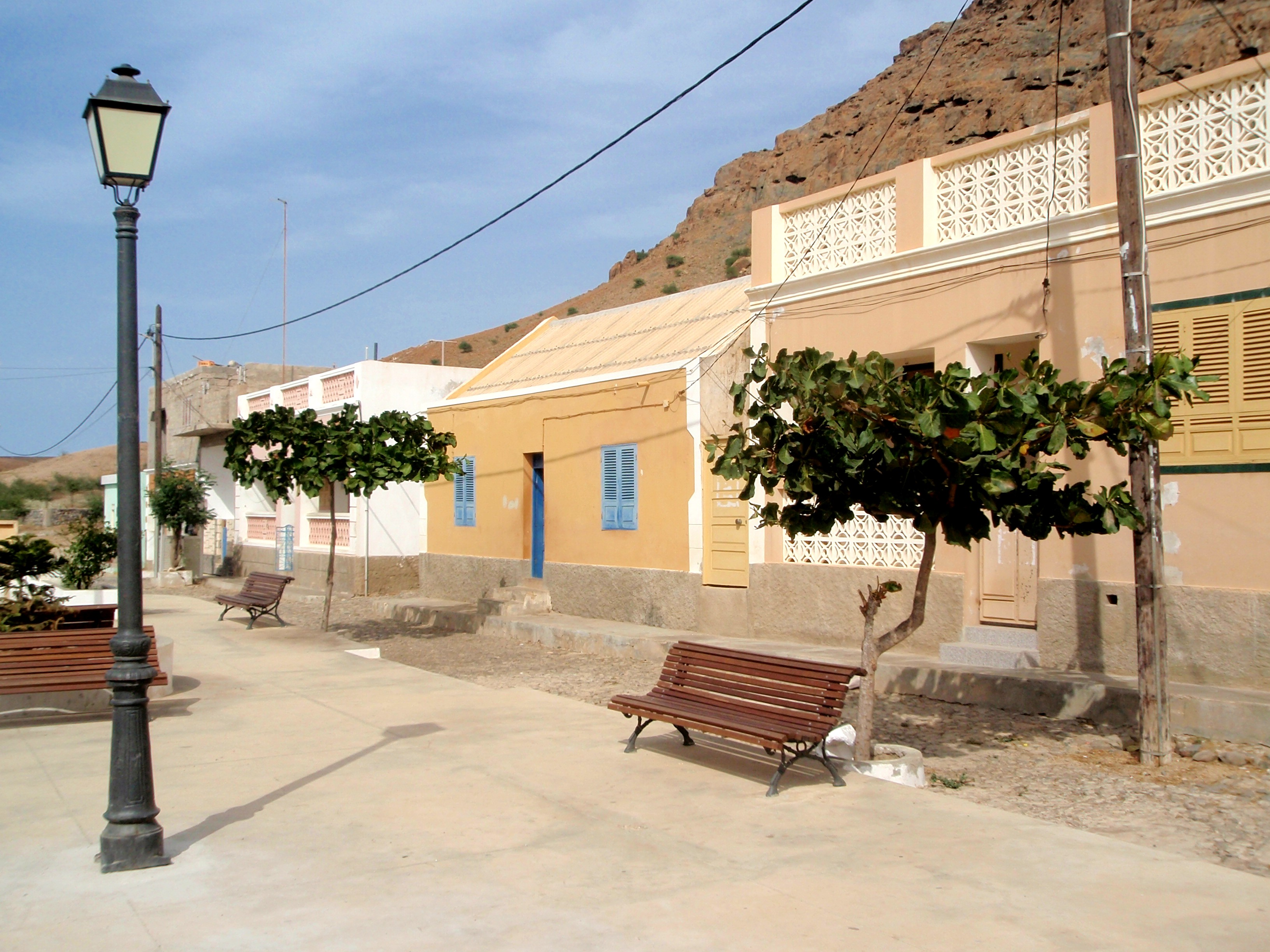
Praceta de Santo António, em Povoação Velha

A sua população desenvolve alguma atividade agropecuária.

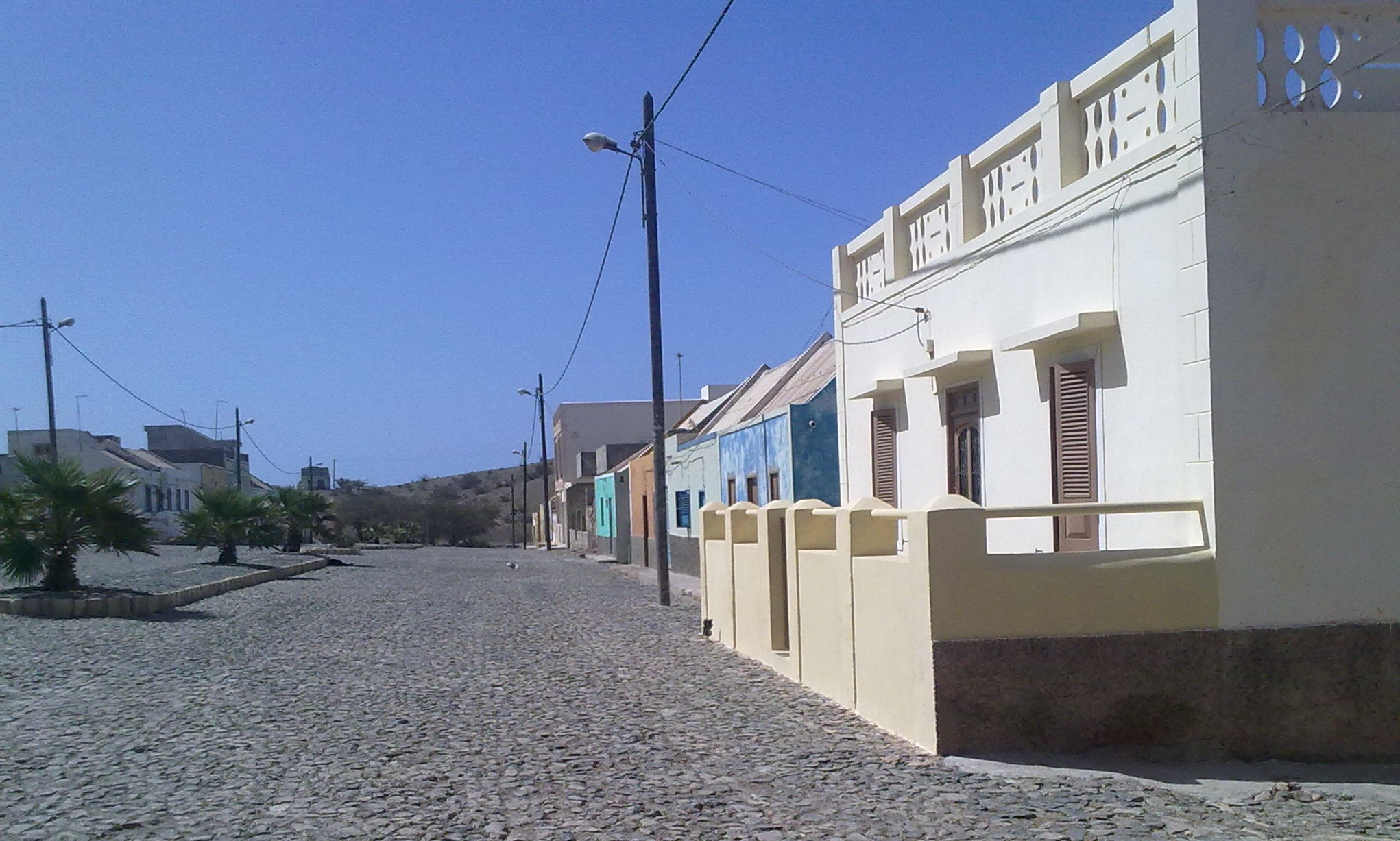
Rua de Povoação Velha

Nas suas imediações, situa-se a chamada Capela de Santo António, datando de cerca de 1800, construída em alvenaria e pedra rebocada. Também nas suas imediações, é possível encontrar a Igreja de Nossa Senhora da Conceição.
Dispõe de um centro de juventude e de um estabelecimento de saúde.
Na chamada Praceta de Santo António, no seu centro, é possível descansar num dos vários bancos que aí se encontram, na companhia de flores.
A sua proximidade às praias da Varandinha e Santa Mónica atrai turistas que se deslocam em moto quatro, muitas vezes sem qualquer cuidado, com velocidades excessivas, comportamento já censurado publicamente pelos agricultores locais.

## Celebrações
- 8 de maio - dia de São Roque[12]
- 13 de junho - dia de Santo António[12]
- 8 de dezembro - dia de Nossa Senhora da Conceição[12]